# Ungarische Badminton-Juniorenmeisterschaft
Ungarische Badminton-Juniorenmeisterschaften werden seit 1966 ausgetragen. Die Erwachsenen ermitteln seit 1960 ihre Titelträger, die Mannschaften seit 1961.

## Die Juniorenmeister (U18/U19)
| Saison | Herreneinzel      | Dameneinzel            | Herrendoppel                     | Damendoppel                          | Mixed                              |
| ------ | ----------------- | ---------------------- | -------------------------------- | ------------------------------------ | ---------------------------------- |
| 1966   | Lajos Rekettye    | Éva Cserni             |                                  |                                      |                                    |
| 1967   | Tamás Szulyovszky | Éva Cserni             | Tamás Szulyovszky Ákos Merényi   | Erzsébet Wolf Lidia Barsi            | Gyula Schmidt Erzsebet Kurtovics   |
| 1968   | László Rammer     | Éva Cserni             | László Rammer Lajos Nyeste       | Éva Cserni Erzsébet Wolf             | Janos Udvardi Éva Cserni           |
| 1969   | László Rammer     | Éva Cserni             | Ferenc Rolek Andras Palfia       | Éva Cserni Erzsébet Wolf             | Ferenc Rolek Éva Cserni            |
| 1970   | László Rammer     | Éva Cserni             | Ferenc Rolek Mihaly Papp         | Valéria Virágos Erzsebet Andrekovics | László Rammer Éva Cserni           |
| 1971   | Ferenc Rolek      | Éva Cserni             | Imre Bereknyei József Papp       | Valéria Virágos Erzsebet Andrekovics | László Hajdu Valéria Virágos       |
| 1972   | Andras Revesz     | Ildikó Szabó           | Imre Bereknyei József Papp       | Zsuzsa Szabados Zsuzsa Gláser        | Tibor Jovan Ildikó Szabó           |
| 1973   | Imre Bereknyei    | Zsuzsa Szabados        | Imre Bereknyei József Papp       | Zsuzsa Szabados Zsuzsa Gláser        | Imre Bereknyei Zsuzsa Gláser       |
| 1974   | István Englert    | Zsuzsa Gláser          | István Englert János Németh      | Zsuzsa Szabados Zsuzsa Gláser        | István Englert Erzsébet Németh     |
| 1975   | István Englert    | Erzsébet Németh        | István Englert László Szabó      | Erzsébet Németh Ildikó Romhanyi      | István Englert Erzsébet Németh     |
| 1976   | István Englert    | Erzsébet Gindert       | József Bozsó Lajos Busi          | Andrea Legerszky Zsuzsa Gláser       | István Englert Zsuzsa Gláser       |
| 1977   | György Vörös      | Éva Vígh               | György Vörös Gábor Petrovits     | Éva Vígh Ildikó Vígh                 | György Vörös Erzsébet Gindert      |
| 1978   | Jozsef Boszo      | Éva Dargai             | Lajos Kiss Csaba Kiss            | Ildikó Vígh Zsuzsa Diószegi          | Jozsef Boszo Éva Dargai            |
| 1979   | Gábor Petrovits   | Ildikó Vígh            | Lajos Kiss Csaba Kiss            | Ildikó Vígh Zsuzsa Diószegi          | Gábor Petrovits Ildikó Vígh        |
| 1980   | Gábor Petrovits   | Zsuzsa Diószegi        | Csaba Kiss Lászlo Ocsko          | Márta Dovalovszki Csilla Tamok       | Gábor Petrovits Zsuzsa Diószegi    |
| 1981   | Csaba Kiss        | Zsuzsa Diószegi        | Csaba Kiss Ferenc Fodor          | Márta Dovalovszki Zsuzsa Diószegi    | Tamás Tenyeri Márta Dovalovszki    |
| 1982   | Csaba Novak       | Zsuzsa Kovács          | Sándor Klein Tamás Tenyeri       | Márta Petrovits Csilla Tamok         | Attila Nagy Andrea Gönczi          |
| 1983   | Sándor Klein      | Andrea Papp            | Attila Nagy Attila Balajti       | Andrea Gönczi Maria Varga            | Attila Nagy Andrea Gönczi          |
| 1984   | Sándor Klein      | Andrea Gönczi          | Attila Nagy Attila Balajti       | Andrea Papp Eva Papp                 | Sándor Klein Eva Csikos            |
| 1985   | Zsolt Fábián      | Andrea Papp            | Zsolt Fábián László Szolek       | Andrea Papp Csilla Fórián            | Attila Balajti Andrea Papp         |
| 1986   | Tamás Gebhard     | Judit Fejes            | Gyula Szalay Zoltan Gal          | Andrea Papp Csilla Fórián            | Zsolt Fábián Csilla Fórián         |
| 1987   | Tamás Gebhard     | Csilla Fórián          | Zsolt Radacsi Zsolt Siska        | Kinga Karácsony Csilla Fórián        | Zsolt Radacs Csilla Fórián         |
| 1988   | Zsolt Siska       | Andrea Harsági         | Zsolt Kocsis Csaba Béleczki      | Andrea Harsági Andrea Dakó           | Lajos Kurek Andrea Harsági         |
| 1989   | Zsolt Kocsis      | Andrea Harsági         | Zsolt Kocsis Csaba Béleczki      | Andrea Harsági Andrea Dakó           | Csaba Béleczki Andrea Harsági      |
| 1990   | Gábor Papp        | Adrienn Kocsis         | Gábor Papp Ákos Károlyi          | Adrienn Kocsis Rea Abraham           | Gábor Papp Adrienn Kocsis          |
| 1991   | Gábor Papp        | Adrienn Kocsis         | Gábor Papp Akos Kocsis           | Adrienn Kocsis Rea Abraham           | Richárd Bánhidi Adrienn Kocsis     |
| 1992   | Richárd Bánhidi   | Andrea Ódor            | Richárd Bánhidi Ákos Károlyi     | Andrea Ódor Melinda Keszthelyi       | Richárd Bánhidi Andrea Ódor        |
| 1993   | Tamás Labodi      | Andrea Ódor            | Tamás Labodi Viktor Cseti        | Andrea Ódor Melinda Keszthelyi       | Tamás Labodi Melinda Keszthelyi    |
| 1994   | Balázs Szabó      | Andrea Ódor            | Balázs Szabó Csaba Retkes        | Andrea Ódor Szilvia Szombati         | Balázs Szabó Szilvia Szombati      |
| 1995   | Csaba Retkes      | Krisztina Ádám         | Csaba Retkes Gergely Dosa        | Andrea Zombori Gabriella Szombati    | Csaba Retkes Szilvia Szombati      |
| 1996   | Gyula Szőke       | Krisztina Ádám         | Botond Fazekas Andras Sinka      | Gabiella Dako Bettina Menczel        | Gyula Szőke Györgyi Retkes         |
| 1997   | Andras Sinka      | Krisztina Ádám         | Csaba Szikra Andras Sinka        | Györgyi Retkes Bettina Menczel       | Andras Sinka Gabriella Dako        |
| 1998   | Levente Csiszér   | Krisztina Ádám         | Csaba Szikra Andras Sinka        | Zita Batár Orsolya Kocsis            | Csaba Szikra Krisztina Ádám        |
| 1999   | Andras Sinka      | Zita Batár             | Andras Sinka Péter Farkas        | Kristina Adam Bettina Menczel        | Andras Sinka Krisztina Ádám        |
| 2000   | Levente Csiszér   | Krisztina Ádám         | Levente Csiszér Teofil Toth      | Kristina Adam Bettina Menczel        | Levente Csiszér Bettina Menczel    |
| 2001   | Attila Kaposi     | Sarolta Varga          | Attila Kaposi Henrik Tóth        | Zsuzsanna Kovács Zsófia Kovács       | Henrik Tóth Zsófia Kovács          |
| 2002   | Attila Kaposi     | Sarolta Varga          | Attila Kaposi Henrik Tóth        | Zsuzsanna Kovács Zsófia Kovács       | Henrik Tóth Zsófia Kovács          |
| 2003   | Attila Kaposi     | Orsolya Varga          | Attila Kaposi Henrik Tóth        | Zsuzsanna Kovács Zsófia Kovács       | Attila Kaposi Zsuzsanna Kovács     |
| 2004   | Henrik Tóth       | Orsolya Varga          | Henrik Tóth Ákos Varga           | Dóra Kovács Helga Kovács             | Henrik Tóth Orsolya Varga          |
| 2005   | Henrik Tóth       | Orsolya Varga          | Henrik Tóth Ákos Varga           | Orsolya Varga Ágnes Csorba           | Henrik Tóth Renáta Hüse            |
| 2006   | Dávid Sárosi      | Orsolya Varga          | Dávid Sárosi János Márk Megyesi  | Zita Bánhegyi Zsófia Horváth         | Ákos Varga Orsolya Varga           |
| 2007   | Dávid Sárosi      | Zita Bánhegyi          | Dávid Sárosi János Márk Megyesi  | Zsanett Hegedűs Renáta Hüse          | Dávid Sárosi Réka Sárosi           |
| 2008   | Dávid Sárosi      | Laura Sárosi           | Dávid Sárosi András Németh       | Zita Bánhegyi Zsófia Horváth         | Márton Szatzker Sára Fekete        |
| 2009   | Dávid Sárosi      | Mónika Szöke           | Dávid Sárosi András Németh       | Regina Perényi Krisztina Zsigmond    | Márton Szatzker Sára Fekete        |
| 2010   | Gergely Krausz    | Laura Sárosi           | Norbert Megyesi Dániel Tóth      | Sára Fekete Krisztina Perenyi        | Márton Szatzker Sára Fekete        |
| 2011   | Gergely Krausz    | Regina Zsófia Zsigmond | Péter Letsch Dániel Tóth         | Daniella Gonda Virág Farkas          | Gergely Krausz Daniella Gonda      |
| 2012   | Marcell Elek      | Virág Farkas           | Gergely Krausz József Mester     | Ágnes Kőrösi Kata Klaudia Kispál     | Marcell Elek Vanda Hajdinák        |
| 2013   | Dániel Gradwohl   | Daniella Gonda         | László Németh Dániel Gradwohl    | Ágnes Kőrösi Kata Klaudia Kispál     | Dániel Gradwohl Daniella Gonda     |
| 2013   | Dániel Gradwohl   | Daniella Gonda         | László Németh Dániel Gradwohl    | Ágnes Kőrösi Kata Klaudia Kispál     | Dániel Gradwohl Daniella Gonda     |
| 2013   | Dániel Gradwohl   | Daniella Gonda         | László Németh Dániel Gradwohl    | Ágnes Kőrösi Kata Klaudia Kispál     | Dániel Gradwohl Daniella Gonda     |
| 2013   | Dániel Gradwohl   | Daniella Gonda         | László Németh Dániel Gradwohl    | Ágnes Kőrösi Kata Klaudia Kispál     | Dániel Gradwohl Daniella Gonda     |
| 2014   | Manó Szécskay     | Ágnes Kőrösi           | Dániel Kálfalvy Miklós Perényi   | Boglárka Boda Vivien Sándorházi      | Tamás Madarász Réka Madarász       |
| 2015   | Bence Pytel       | Vivien Sándorházi      | Bence Pytel Balázs Szenjai       | Anett Karsai Réka Madarász           | Tamás Madarász Réka Madarász       |
| 2016   | Balázs Szenjai    | Réka Madarász          | Gergő Pytel Balázs Szenjai       | Nikoletta Bukoviczki Tittina Papp    | Tamás Madarász Réka Madarász       |
| 2017   | Balázs Pápai      | Vivien Sándorházi      | Barnabas Horvath Bence Halász    | Anett Karsai Réka Madarász           | Attila Marki Vivien Sándorházi     |
| 2018   | Balázs Pápai      | Réka Madarász          | Balint Papai Mate Balint         | Fanni Dora Kiss Kitti Szotak         | Balázs Pápai Réka Madarász         |
| 2019   | Kristof Toth      | Vivien Sándorházi      | Bene Benjamin Kiss Gergely Szita | Laura Farkas Vivien Sándorházi       | Gergely Szita Dora Fanni Kiss      |
| 2020   | Sebestyen Nagy    | Petra Mészáros         | Bene Benjamin Kiss Gergely Szita | Petra Mészáros Panna Pytel           | Vencel Mészáros Dóra Tárkány-Szűcs |
| 2021   | Ádám Könczöl      | Petra Meszaros         | Zsombor Ágai Miklós Kis-Kasza    | Petra Mészáros Nikol Vetor           | Keán Kígyós Nikol Vetor            |
| 2022   | Ádám Könczöl      | Tünde Takács           | Csanad Horváth Kristóf Tóth      | Tánya Vetor Nikol Vetor              | Miklós Kis-Kasza Tánya Vetor       |
| 2023   | Milán Mesterházy  | Tünde Takács           | Milán Mesterházy Péter Palkovics | Hédi Dorozsmai Etelka Karalyos       | Csanad Horváth Petra Hart          |
| 2024   | Milán Mesterházy  | Hédi Dorozsmai         | Milán Mesterházy Csanad Horváth  | Hédi Dorozsmai Etelka Panna Karalyos | Csanad Horváth Petra Hart          |